# They Went That-A-Way & That-A-Way
They Went That-A-Way & That-A-Way es una película de comedia de 1978 codirigida por Stuart E. McGowan y Edward Montagne y escrita y protagonizada por Tim Conway.

## Premisa
Dewey y Wallace son agentes de la ley de un pequeño pueblo a quienes el gobernador les ordena ir de incógnito como presos para descubrir dónde ha escondido su botín una banda de ladrones. Sin embargo, mientras están encubiertos, el gobernador muere y, como nadie más sabe sobre el ardid, Dewey y Wallace quedan varados en prisión.

## Medios domésticos
La película fue lanzada en DVD por MGM Home Entertainment el 8 de octubre de 2002, como parte de una función doble con The Longshot, otra película de Tim Conway.
La película fue lanzada en Blu-ray por Kino Lorber el 16 de agosto de 2022.